# Frederic L. Holmes
Pour les articles homonymes, voir Holmes.
Frederic Lawrence Holmes (6 février 1932, Cincinnati, Ohio - 21 mars 2003, New Haven, Connecticut) est un historien des sciences américain, spécialisé dans les domaines de la chimie, de la médecine et de la biologie.

## Formation et carrière
Né en 1932 à Cincinnati, Ohio, Holmes obtient son baccalauréat en biologie du Massachusetts Institute of Technology (MIT) en 1954, puis il commence des études supérieures au département d'histoire de l'université Harvard, où il obtient son diplôme de maîtrise en 1958. Ses études supérieures sont interrompues par deux années de service dans la United States Air Force et à son retour à Harvard, il est muté au département d'histoire de la science où il obtient son doctorat en 1962 avec une thèse intitulée Claude Bernard and the concept of internal environment. Pour sa thèse, il a retracé le chemin de découverte par Claude Bernard des fonctions physiologiques de base, telles que celles du foie, à partir des livres de laboratoire de Bernard datant des années 1840. Mirko Grmek a envoyé les livres de laboratoire à Holmes. Il a ensuite passé deux ans au MIT en tant que chercheur postdoctoral. À l'université Yale, il devient en 1964 professeur assistant et en 1968 professeur associé d'histoire des sciences. En 1972, il devient professeur à l'université Western Ontario et chef de son département. En 1979, il retourne à Yale en tant que professeur titulaire et président de 1979 à 2002 de la Section d'histoire de la médecine de la Yale School of Medicine (en). 
Il devient professeur à Avalon en 1985 et, de 1982 à 1987, maître du Jonathan Edwards College. Il devient une force majeure dans la construction de l'histoire des sciences et de la médecine à Yale. Il a initié une licence en histoire des sciences / histoire de la médecine et en 1986 un programme d'études supérieures en histoire de la médecine et des sciences de la vie. En 2002, il a aidé à établir un nouveau programme d'histoire de la médecine et des sciences. 
Il meurt le 21 mars 2003, à New Haven, dans le Connecticut

## Travaux

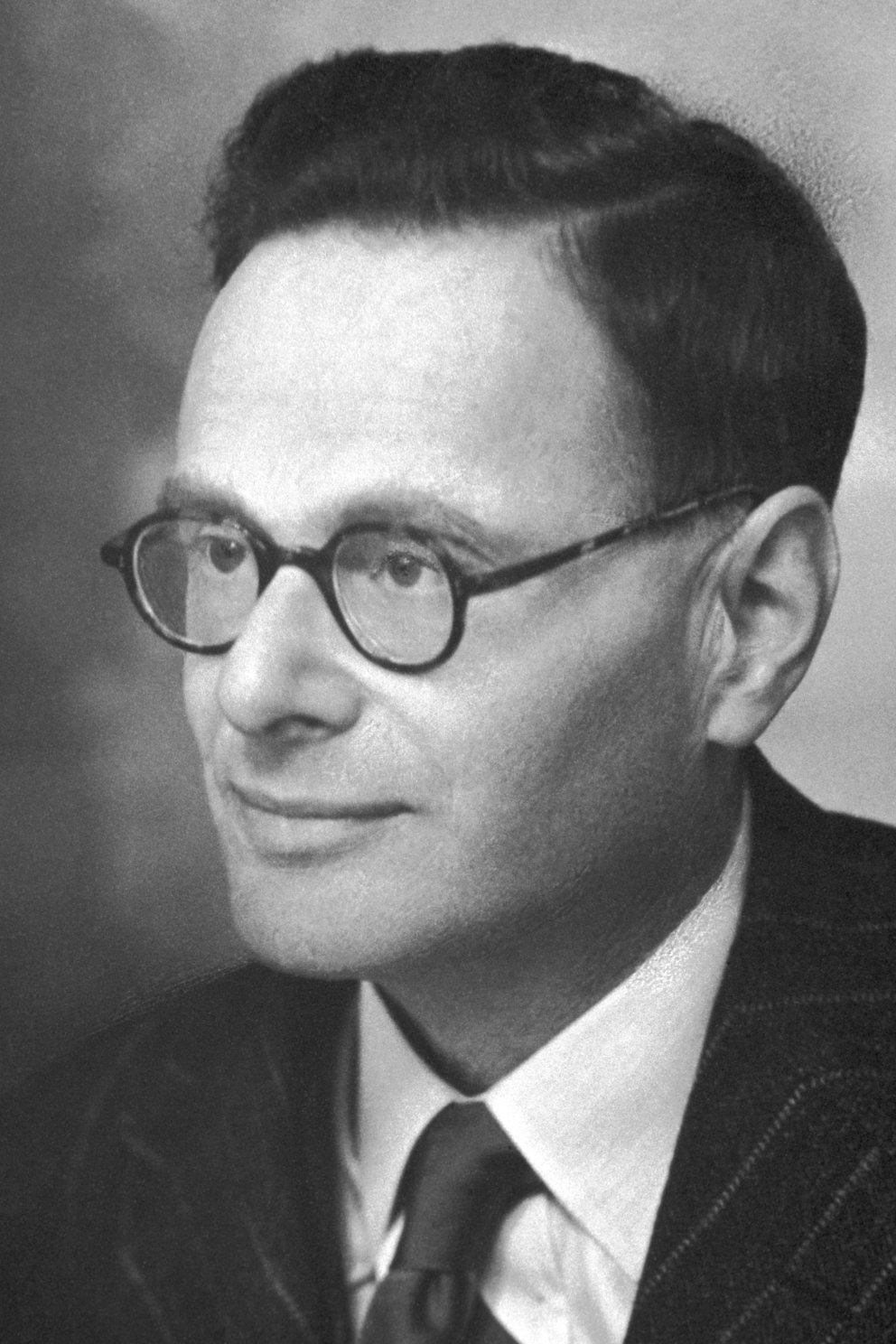
Hans Adolf Krebs (1900-1981).

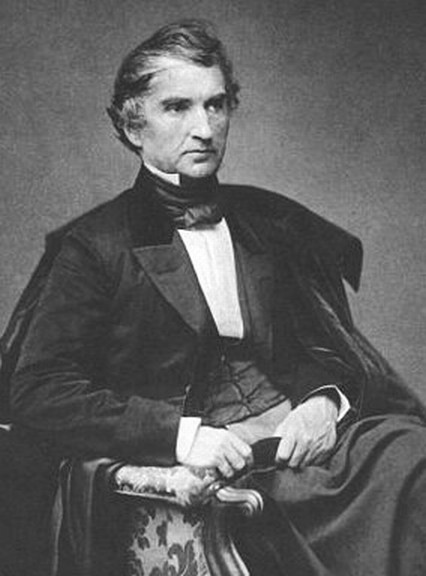
Justus von Liebig (1803-1873).

Holmes est l'auteur de plus de soixante articles et de plusieurs ouvrages sur l'histoire de la médecine et des sciences biologiques. Pour son travail en deux volumes sur Hans Adolf Krebs et la découverte du cycle de l'acide citrique, Holmes n'a pas seulement évalué les cahiers de laboratoire de Krebs, mais a également mené des entretiens détaillés avec Krebs. Holmes a remporté plusieurs prix et a été un contributeur majeur à l'histoire de la médecine et des sciences biologiques pendant deux générations.
Il a travaillé sur les apports de Justus von Liebig à la chimie, notamment à l'analyse par combustion, qu'il a étudiée alors qu'il travaillait avec Gay-Lussac de 1822 à 1824 et qu'il a ensuite amélioré la technique au point que celle-ci devint une méthode standard en analyse organique. Il s'est également intéressé aux querelles de Liebig avec les phytophysiologistes, notamment les deux botanistes, Matthias Schleiden et Hugo von Mohl qui pointent son ignorance botanique et ses préjugés à l'égard des physiologistes.

### Claude Bernard and Animal Chemistry

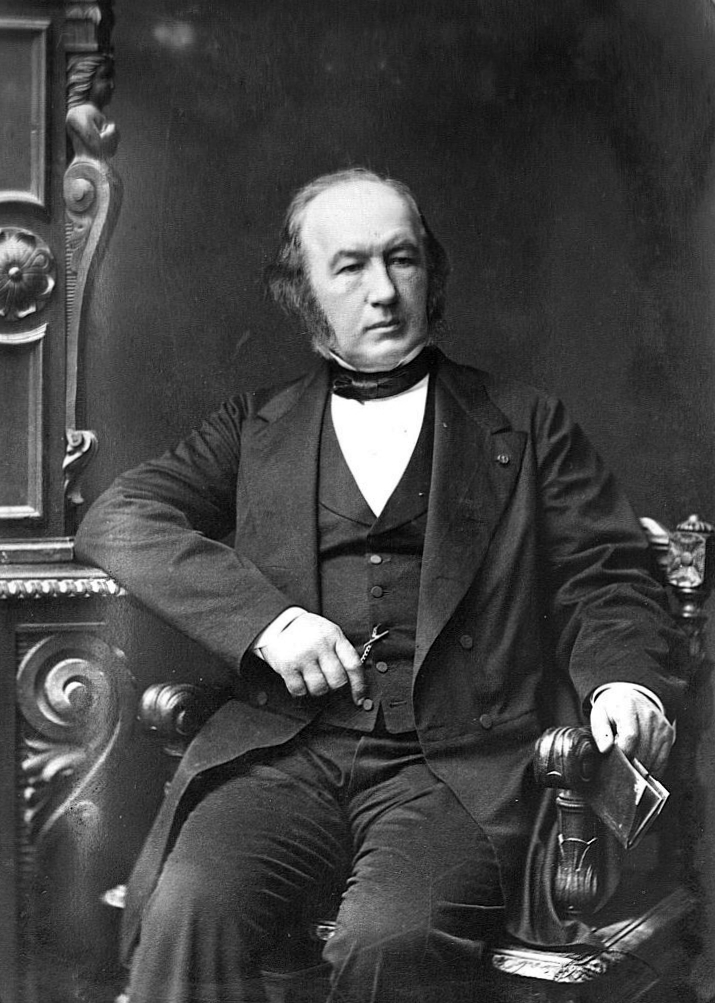
Claude Bernard (1813-1878).

Il publie le livre Claude Bernard and Animal Chemistry: The Emergence of a Scientist en 1974, consacré à Claude Bernard (1813-1878) un médecin et physiologiste français considéré comme le fondateur de la médecine expérimentale.
Le livre de Holmes « se concentre sur les études que Bernard a consacrées à la digestion et au métabolsime dans les années cruciales de 1842 à 1848 quand il est un jeune homme à l'avenir incertain, luttant pour s'installer dans le monde scientifique parisien. (...) Holmes suit l'histoire complexe et parfois confuse du chemin tortueux que Bernard a emprunté sur la route de certaines de ses plus grandes découvertes. ».
Une partie de l'ouvrage confronte les vues de Bernard et de Liebig, le premier partisan de méthodologies in vivo contre le « chimisme » du second.

## Récompenses et honneurs
Frederic Holmes est lauréat en 1962 du prix Schumann (en) de l’History of Science Society. En 1975 il reçoit le prix Pfizer également décerné par l’History of Science Society, pour son livre Claude Bernard and Animal Chemistry: The Emergence of a Scientist (Cambridge: Harvard University Press, 1974),.
En 1978 il est lauréat de la médaille William H. Welch de l'Association américaine d'histoire de la médecine (en), puis en 1994 il reçoit le prix Dexter (en) décerné par l’American Chemical Society « pour ses réalisations exceptionnelles dans l’histoire de la chimie ». En 2000 il est lauréat de la médaille George Sarton de l’History of Science Society.
De 1981 à 1983 il est président de l’History of Science Society. 
Il est par ailleurs membre de l'Académie américaine des arts et des sciences (depuis 1994), de la Société américaine de philosophie (depuis 2000).

## Sélection de publications
- Claude Bernard and Animal Chemistry, Harvard University Press, 1974[12],[2].
- Lavoisier and the Chemistry of Life: an exploration of scientific creativity, Princeton University Press, 1985; Reprint University of Wisconsin Press, 1987[1].
- Antoine Lavoisier - the next crucial year: or, the sources of his quantitative method in chemistry, Princeton University Press 1997; Réimpression (pbk), 2014
- Hans Krebs: the formation of a scientific life 1900-1933, Oxford University Press 1991[1].
- Hans Krebs: Architect of intermediary metabolism 1933-1937, Oxford University Press 1993[1].
- Meselson, Stahl and the Replication of DNA: A history of the most beautiful experiment in biology, Yale University Press 2001; Réimpression (pbk), 2008 (voir aussi l'expérience de Meselson et Stahl.)[1].
- Investigative Pathways: pattern and stages in the careers of experimental scientists, Yale University Press 2004[13],[14].
- avec William C. Summers: Reconceiving the gene: Seymour Benzer's adventures in phage genetics, Yale University Press 2006[15]Réimpression (pbk), 2008.
- Historians and Contemporary Scientific Biography, Pauling Symposium 1995.

Il a édité avec William Coleman The investigative enterprise: experimental physiology in nineteenth-century medicine (1988), avec Trevor H. Levere Instruments and Experimentation in the History of Chemistry (2002),,